# 高階幸造
高階 幸造（たかしな こうぞう、元治元年〈1864年〉8月 - 大正10年〈1921年〉1月19日）は、明治時代から大正時代にかけての日本の神職。
四條畷神社宮司、伊和神社宮司、廣田神社宮司を歴任したほか、草創期の全国神職会運営に携わり、「神社界の重鎮」と称されている。

## 生涯
元治元年（1864年）8月、但馬国豊岡町（現在の兵庫県豊岡市）に、豊岡藩士高階成章の三男として生まれた。
明治13年（1880年）、郷里の村社金刀比羅神社に奉職。
明治21年（1888年）、兵庫県皇典講究所理事兼教授となり、分所新築事業を担当し、これが明治31年（1898年）に竣工すると皇典講究所副総裁久我建通より『古史徴』一部を贈られた。また全国神職会の創立に関与して、同会総務委員幹事となった。
明治34年（1901年）4月12日、四條畷神社宮司に就任。明治35年（1902年）1月29日、伊和神社宮司に転じた。翌明治36年（1903年）6月18日、六給俸の下賜を受けた。
明治36年（1903年）11月11日、廣田神社宮司に転任し、同日付で四級俸の下賜を受けた。俸給については、3年後の明治39年（1906年）7月5日には三級俸の下賜、2年後の明治41年（1908年）4月1日には五級俸の下賜、明治44年（1911年）8月22日には三級俸に変更されている。改元後には大正2年（1913年）12月26日に二級俸に昇給するも、大正7年（1918年）5月1日に四級俸下賜に下がり、翌大正8年（1919年）7月31日に三級俸下賜に復した。
廣田神社宮司就任後、兵庫県神職督務所長に推され、明治43年（1910年）、三府二十八県神職会より斯道尽瘁の表彰を受けた。
大正2年（1913年）10月14日、財団法人兵庫県皇典講究分所が設立されると、兵庫県内務部長小島源三郎・海神社宮司上月為蔭・西宮神社宮司吉井良晃と共にその理事として名を連ねた。任期満了の後も上月為蔭・吉井良晃と共に理事に重任した。
大正10年（1921年）1月19日、58歳で、病により帰幽した。没日付にて特旨を以て位階を一級進めて正五位に叙せられ、二級俸を下賜された。氏子葬が執り行われ、城崎郡田鶴野村野上（現在の豊岡市野上）に葬られた。

## 栄典

### 位階
- 年月日不明 - 叙従七位
- 明治36年（1903年）12月25日、叙従六位[21]
- 明治42年（1909年）02月22日、叙正六位[22]
- 大正05年（1916年）05月01日、叙従五位[23]
- 大正10年（1921年）01月19日、叙正五位[24]

### 勲等
- 明治39年（1906年）04月01日、勲六等瑞宝章[25]

## 著作

### 単著
- 『神皇事蹟』兵庫県皇典講究分所、1900年12月3日。doi:10.11501/815665。
- 『祭文私稿』大阪国文社、1901年11月10日。doi:10.11501/815395。
- 『広田神社誌』。

### 編著
- 『通例祭典式』兵庫県皇典講究分所、1894年8月25日。doi:10.11501/815810。

## 系譜
- 父：高階成章[3]
- 母：不詳
- 妻：高階鶴野[26]
  - 男子：高階研一（1885 - 1967）[27]